# Mussaenda attenuifolia
Mussaenda attenuifolia är en måreväxtart som beskrevs av Adolph Daniel Edward Elmer. Mussaenda attenuifolia ingår i släktet Mussaenda och familjen måreväxter. Inga underarter finns listade i Catalogue of Life.